# Plac Wolności we Wrocławiu

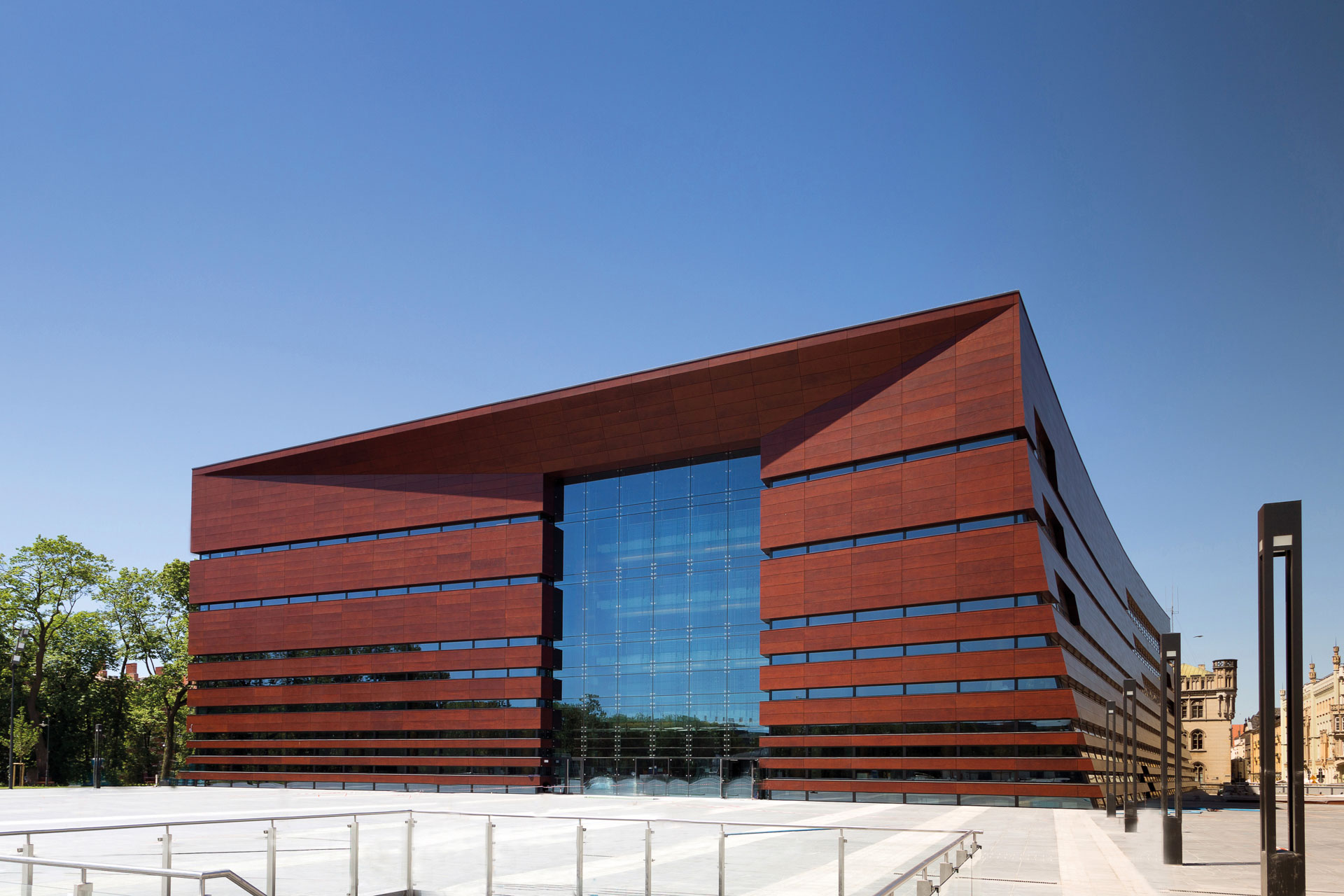
Narodowe Forum Muzyki na placu Wolności

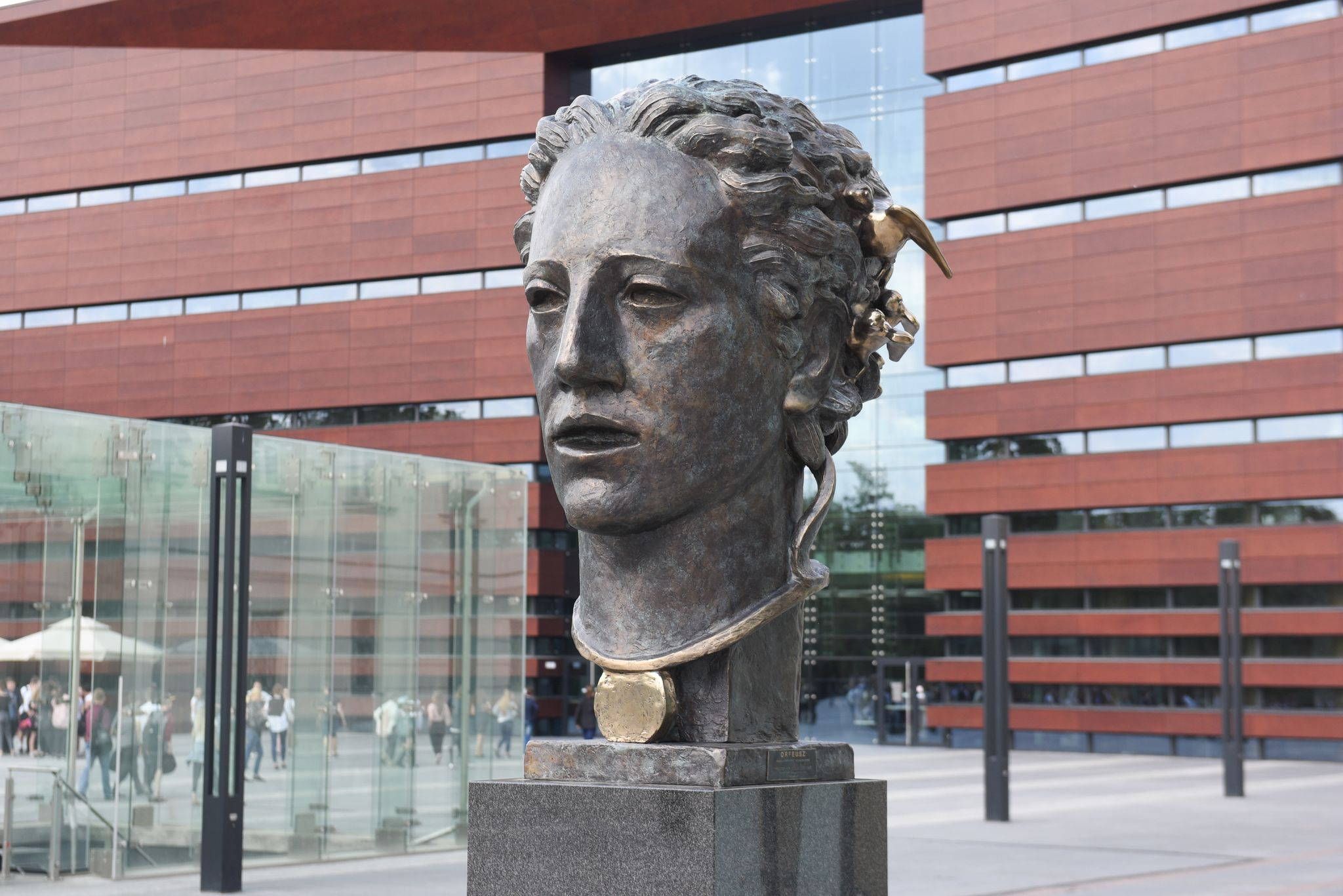
Rzeźba głowy Orfeusza przed Narodowym Forum Muzyki

Plac Wolności we Wrocławiu (niem. Exerzierplatz; Schloßplatz) – park w centrum miasta, wzdłuż południowego odcinka Fosy Miejskiej, powstały po wyburzeniu na rozkaz Napoleona w 1810–1812 miejskich fortyfikacji. Zalicza się do niego teren pomiędzy ulicami Świdnicką a Krupniczą, wzdłuż Promenady Staromiejskiej; z położoną po drugiej (zewnętrznej) stronie fosy ulicą Podwale łączy go Kładka Sądowa, a z ulicą Kazimierza Wielkiego (trasą W-Z) – ulica Zamkowa.

## Historia

### Przed 1807
Na terenie przylegającym do miejskich umocnień od wewnątrz w rejonie współczesnego placu Wolności urządzony był wojskowy plac ćwiczeń, sąsiadujący z pałacem królów pruskich, zakupionym przez Fryderyka II od barona Spätgena i przebudowanym w latach 1750–1752.

### Okres 1807–1945
Po klęsce pruskich obrońców miasta w 1807 napoleońscy zwycięzcy nakazali likwidację murów miejskich, a na ich miejscu urządzona została promenada rekreacyjno-spacerowa.
Poszerzony plac (nazywany placem Ćwiczeń albo Zamkowym) nadal wykorzystywany bywał do defilad i większych publicznych uroczystości, stanowiąc jeden z symboli potęgi Prus. W latach 1843–1846 pałac królewski został rozbudowany według planów Friedricha Augusta Stülera, dzięki czemu z okien sypialni i gabinetu król mógł obserwować defilady i pokazy wojskowe.
Urządzane tu były też inne imprezy, np. w sierpniu 1911 odbył się tu tzw. komers, czyli spotkanie profesorów i studentów Uniwersytetu Wrocławskiego nawiązujące do jego 100-lecia Uniwersytetu Wrocławskiego. W latach 30. plac wykorzystywany bywał też do urządzania imprez masowych, m.in. 10 maja 1933 podczas hitlerowskiej akcji palenia książek oraz zorganizowanego w 1938 Wielkoniemieckiego Święta Sportu i Gimnastyki z udziałem Adolfa Hitlera.

### Okres 1945–2000
Pierwszą imprezą masową po zakończeniu II wojny światowej była defilada powracających z frontu wojsk urządzona 26 maja 1945.
Później przez kilka lat przez plac Wolności w kierunku dworca Świebodzkiego i dworca Marchijskiego prowadziła tymczasowa linia kolejowa, służąca do wywozu gruzu i cegieł ze zniszczonego miasta. Do połowy lat 50. plac Wolności nazywał się placem Prezydenta Bolesława Bieruta.
Od lat sześćdziesiątych do siedemdziesiątych co roku w maju urządzano tu Kiermasz Książki; tradycji tej po wprowadzeniu stanu wojennego nie udało się już skutecznie reaktywować. Przez kilka lat po transformacji ustrojowej w 1989 plac był terenem półlegalnego targowiska, które jednak ostatecznie zlikwidowano pod koniec lat 90., wykorzystywany bywał też m.in. do urządzania bezpłatnych koncertów pod gołym niebem.

### Skatepark
Na początku XXI wieku na placu Wolności powstał skatepark. W skateparku zainstalowano rampy, boksy i barierki, na których uczyć się nowych trików mogą skaterzy, BMX-owcy czy rolkarze. Cały skatepark został zbudowany z betonu, co wywołało fale kontrowersji wśród młodych sportowców. Beton został użyty jako materiał tańszy i bardziej odporny na wandalizm od sklejki, z której jest robiona większa część obiektów skateparków.
14 sierpnia 2005 zdarzył się w skateparku śmiertelny wypadek, po którym skatepark został zlikwidowany.

### Narodowe Forum Muzyki
W latach 2007–2010 na placu trwały prace archeologiczne w związku z budową (ukończoną w 2015 r.) Narodowego Forum Muzyki, mieszczącego m.in. salę koncertową na 1800 osób, trzy sale kameralne, pomieszczenia konferencyjno-biurowe, bibliotekę i przestrzeń wystawienniczą. Równolegle z budową Narodowego Forum Muzyki miała miejsce budowa pod placem Wolności parkingu podziemnego mieszczącego 660 samochodów. Wjazd na parking znajduje się od strony ulicy Krupniczej i Zamkowej. Zejścia i windy na parking z poziomu placu są osłonięte szklanymi wiatami.

### Mury miejskie
Plac Wolności znajduje się przy Fosie Miejskiej, po jej wewnętrznej stronie, na obszarze, na którym od średniowiecza aż do wojen napoleońskich przebiegały miejskie fortyfikacje. W trakcie badań archeologicznych prowadzonych w okresie 2007–2012, związanych z budową Narodowego Forum Muzyki i parkingu podziemnego pod placem Wolności, odkryto liczne pozostałości murów obronnych. W 2010 odkryto dobrze zachowane pozostałości muru obronnego z XVI wieku o długości ok. 200 m, którego przebieg kolidował z projektem budowanego parkingu podziemnego i wjazdu od strony ul. Zamkowej. Wojewódzki konserwator zabytków Andrzej Kubik wydał zgodę na rozbiórkę muru, przy czym uzyskane cegły zostały zabezpieczone, a ich część posłużyła do budowy ekspozycji muru w ścianie parkingu podziemnego.
W 2015 pojawiła się informacja o odkryciu wału ziemnego pochodzącego prawdopodobnie z początku XIII, sprzed lokacji miasta w 1241. Dokładna funkcja wału nie jest jednak znana.
W trakcie dalszych badań odsłonięty został kolejny fragment muru wraz z bardzo dobrze zachowanymi fragmentami unikatowych baszt łupinowych z XIV wieku. Fragmenty baszty zachowały się pomimo budowy nad nimi (rozebranego po II wojnie światowej) skrzydła pałacu królewskiego. Znajdujące się poniżej powierzchni placu Wolności baszty łupinowe zostały wyeksponowane poprzez obudowanie ich specjalną komorą oraz zamontowanie nad nimi grubego szkła, umożliwiającego oglądanie baszt z placu. Reszta muru została ponownie zasypana, a jego przebieg zaznaczony za pomocą wyróżniających się czerwonych płyt chodnikowych.

## Galeria zdjęć

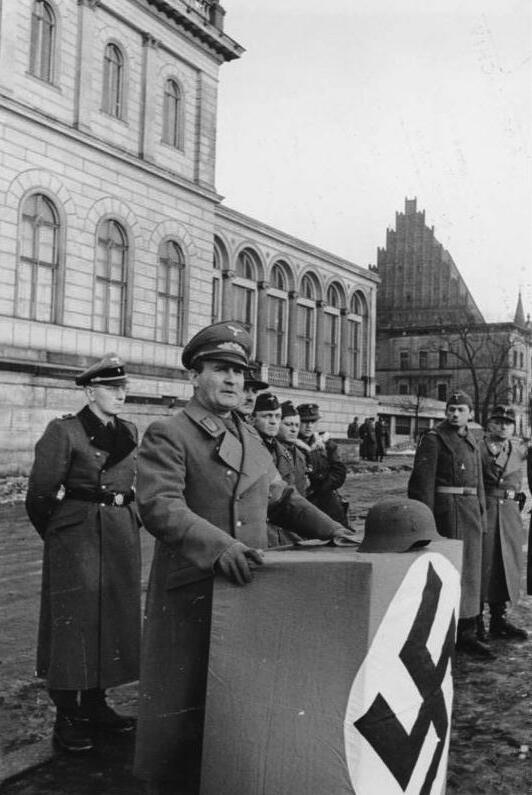
luty 1945, gauleiter Karl Hanke przemawiający na Schloßplatz
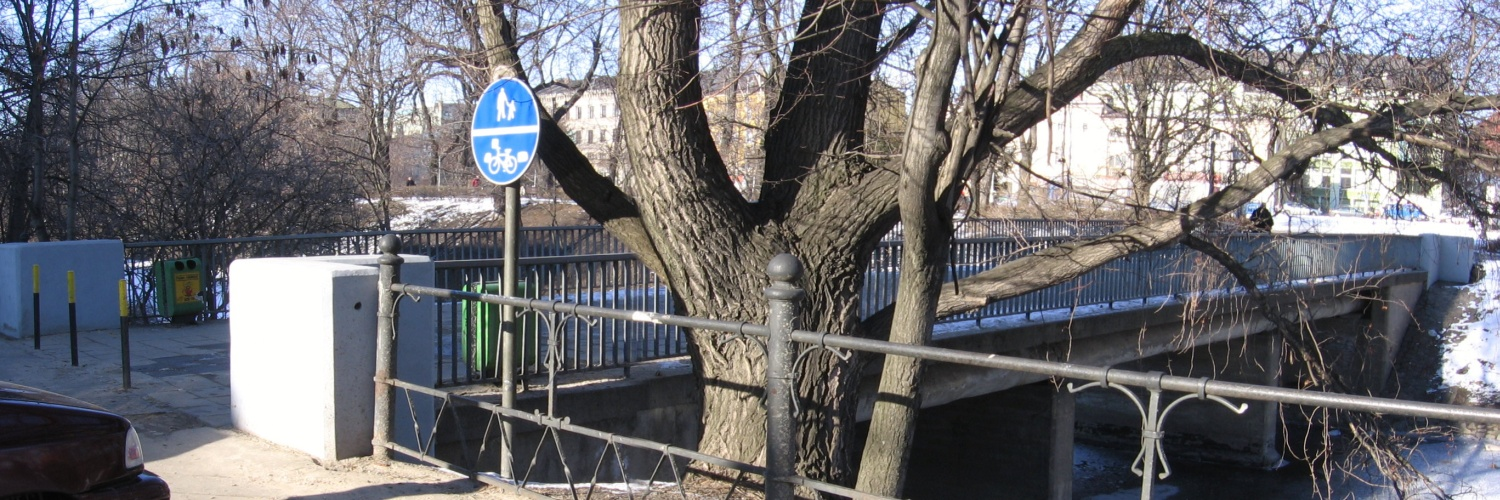
Kładka Sądowa nad fosą
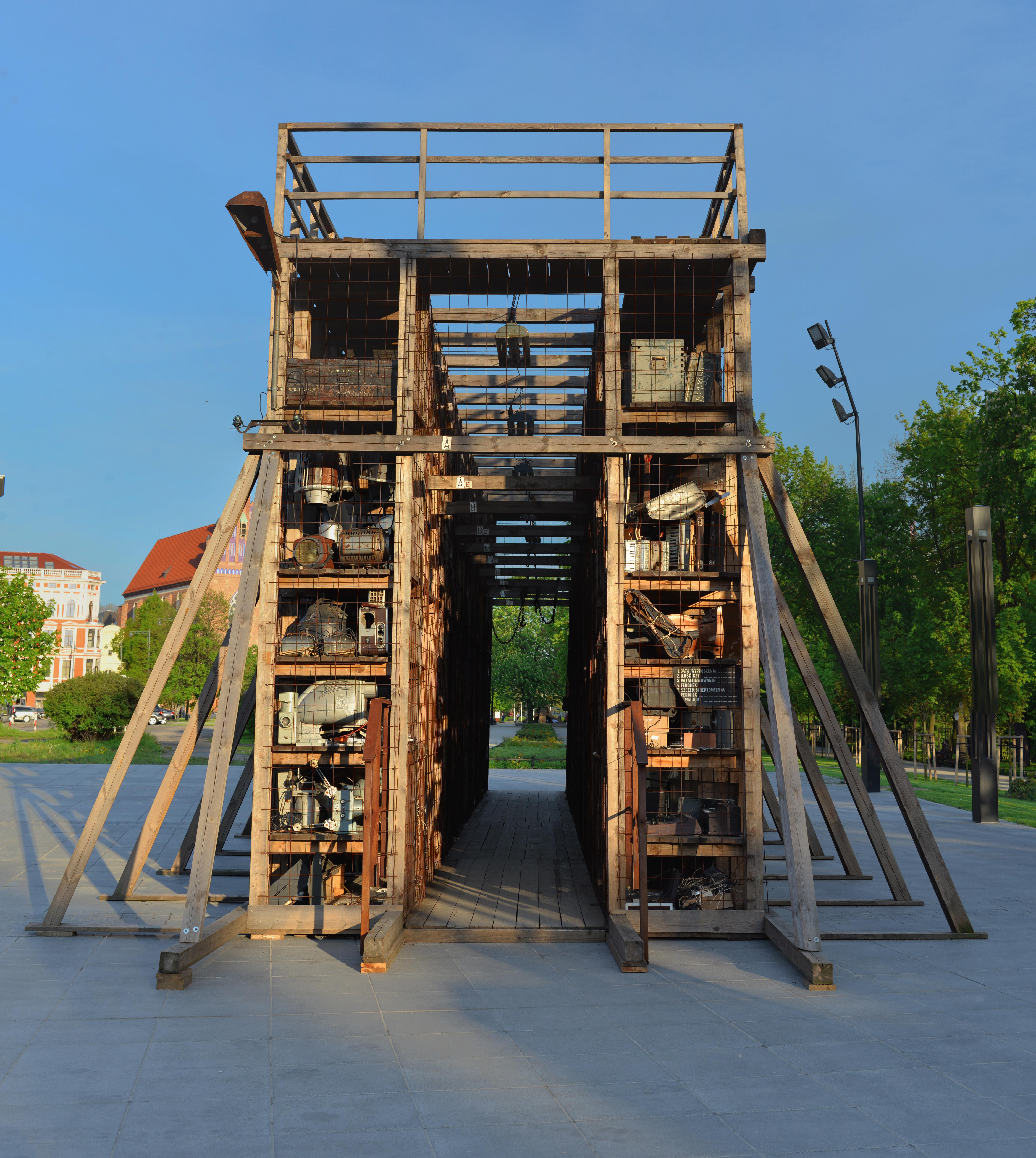
Tężnia Sztuki na Placu Wolności
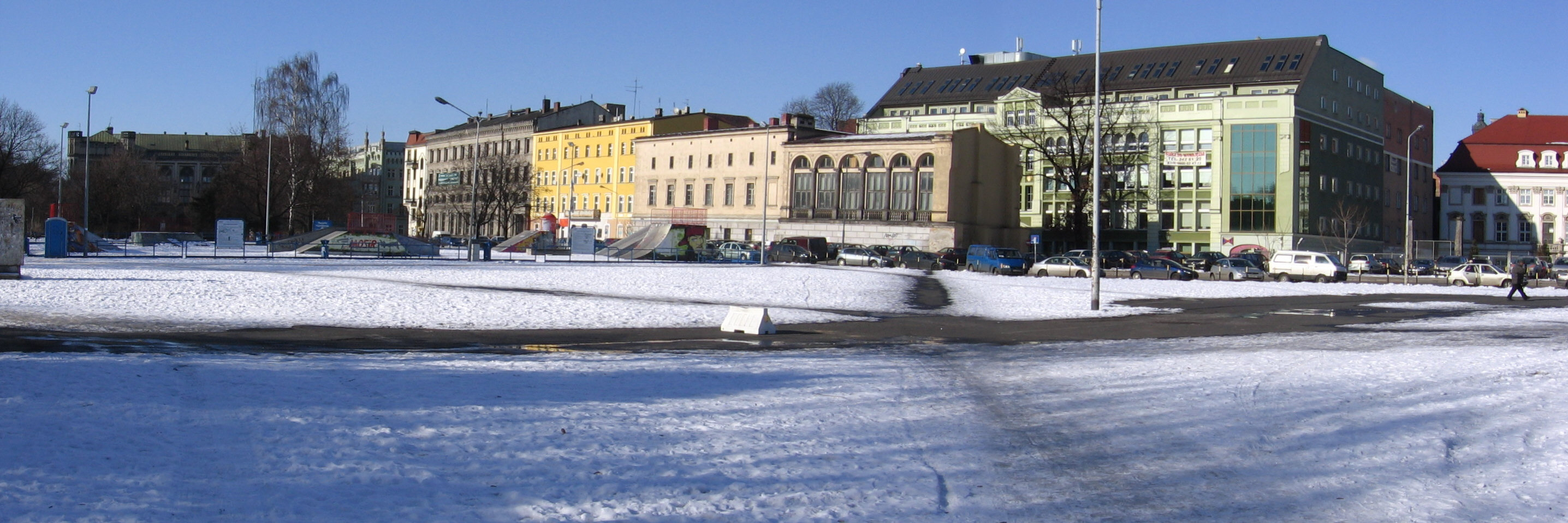
Plac Wolności w kierunku zachodnim: (po prawej w oddali na skraju zdjęcia oraz bliżej środka – zachowane budynki byłego pałacu królewskiego, z lewej zlikwidowany w 2005 r. skatepark)